# Joanne Harris
Joanne Harris född 3 juli 1964, i Barnsley, Yorkshire, Storbritannien, är en brittisk författare. Hennes mor är fransyska och hennes far engelsman.
Hon har studerat på Wakefield Girls' High, Barnsley Sixth Form College och på St Catharine’s College, Cambridge där hon läste moderna och medeltida språk. I femton år arbetade hon som lärare i franska och fransk litteratur. 1981 träffade hon sin man Kevin och de har en dotter, Anouchka.
Hennes bok Chocolat filmatiserades år 2000.

### Gotiska romaner
- The Evil Seed (Little, Brown, 1992)
- Sleep, Pale Sister (Random House, 1994)

### Vivianne Rocher-serien
- Chocolat (Doubleday, 1999)
  -  Choklad. Malmö: Richter. 1998. ISBN 9177090047
- The Lollipop Shoes (Black Swan, 2007)
  -  Karamellskorna. Stockholm: Norstedt. 2008. ISBN 9789113019055
- Peaches for Monsieur le Curé (Black Swan, 2012)
  -  I persikoträdets skugga. Stocholm: Norstedt. 2013. ISBN 9789113047324
- The Strawberry Thief (Orion, 2019)
  -  Smultrontjuven. Vianne Rocher ; 4. Stockholm: Norstedts. 2019. ISBN 9789113098494

### Böcker med handlingen förlagd till Frankrike
- Blackberry Wine (Black Swan, 2000)
  -  En smak av vin. Stockholm: Prisma. 2005. ISBN 9151841134
- Five Quarters of the Orange  (Black Swan, 2001)
  -  En doft av apelsin. Stockholm: Prisma. 2002. ISBN 9151839563
- Coastliners (Black Swan, 2002)
  -  Underströmmar. Stockholm: Prisma. 2003. ISBN 9151840979
- Holy Fools (Black Swan, 2003)
  -  Kärlekens dårar. Stockholm: Prisma. 2004. ISBN 9151842165

### Kokböcker (med Fran Warde)
- The French Kitchen (Doubleday, 2002)
  -  Det franska köket: en kokbok. Stockholm: Prisma. 2003. ISBN 9151841827
- The French Market (Doubleday, 2005)
  -  Det franska lantköket. Stockholm: Prisma. 2006. ISBN 915184642X
- The Little Book of Chocolat (Doubleday, 2014)
  -  En liten bok om choklad. Göteborg: Tukan. 2014. ISBN 9789176170311

### Novellsamlingar
- Jigs & Reels (Doubleday, 2004)
  -  I virvlande dans. Stockholm: Prisma. 2006. ISBN 9151844664
- A Cat, a Hat, and a Piece of String (Doubleday, 2012)

### Malbry-serien
- Gentlemen and Players (Doubleday, 2005)
  -  Gentlemän och spelare. Stockholm: Prisma. 2006. ISBN 9151846071
- Blueeyedboy (Doubleday, 2010)
  -  Kärt barn. Stockholm: Norstedt. 2011. ISBN 9789113032528
- Different Class (Doubleday, 2016)
- A Narrow Door (Orion, 2021)
- Broken Light (Orion, 2023)

### Run-serien
- Runemarks (Doubleday, 2007)
  -  Eldmärkt. Stockholm: Rabén & Sjögren. 2008. ISBN 9789129666014
- Runelight (Gollancz, 2011)
- The Gospel of Loki (Gollancz, 2014)
- The Testament of Loki (Gollancz, 2018)